# Alberto Entrerríos Rodríguez
Alberto Entrerríos Rodríguez (Gijón, Espanya, 1976) és un exjugador d'handbol espanyol, guanyador d'una medalla olímpica.

## Biografia
Va néixer el 7 de novembre de 1976 a la ciutat de Gijón, població situada al principat d'Astúries. És germà del també jugador d'handbol i medallista olímpic Raúl Entrerríos.

## Carrera esportiva

### Trajectòria per clubs
Jugador
| Temporades            | Club                  | Lliga      | País    |
| --------------------- | --------------------- | ---------- | ------- |
| 1996/1997 - 1997/1998 | CB Naranco            | ASOBAL     | Espanya |
| 1998/1999 - 2000/2001 | Caja España Ademar    | ASOBAL     | Espanya |
| 2001/2002             | FC Barcelona          | ASOBAL     | Espanya |
| 2002/2003 - 2010/2011 | Ciudad Real           | ASOBAL     | Espanya |
| 2011/2012             | BM Atlético de Madrid | ASOBAL     | Espanya |
| 2012/2013 - 2015/2016 | HBC Nantes            | Division 1 | França  |

Entrenador
| Temporades            | Club            | Lliga      | Notes             | País   |
| --------------------- | --------------- | ---------- | ----------------- | ------ |
| 2016/2017 - 2018/2019 | HBC Nantes      | Division 1 | Entrenador adjunt | França |
| 2019/2020 - 2021/2022 | HBC Nantes      | Division 1 |                   | França |
| 2022/2023             | Limoges Hand 87 | Division 1 |                   | França |

Títols
- 6 Lligues ASOBAL: 2000-2001, 2001-2002, 2003-2004, 2007-2008, 2008-2009, 2009-2010.
- 3 Copes del Rei: 2002-2003, 2007-2008, 2011-12.
- 6 Copes ASOBAL: 1998-1999, 2003-2004, 2004-2005, 2005-2006, 2006-2007, 2007-2008.
- 2 Supercopes d'Espanya: 2004-2005, 2007-2008.
- 3 Copes d'Europa: 2005-2006, 2007-2008, 2008-2009.
- 2 Recopes d'Europa: 1998-1999, 2002-2003.
- 3 Supercopa d'Europa: 2005-2006, 2006-2007, 2008-09.
- 3 Campionats del Món de Clubs: 2007, 2010.

### Trajectòria amb la selecció
Va participar, als 27 anys, en els Jocs Olímpics d'Estiu de 2004 d'Atenes (Grècia), on va guanyar un diploma olímpic en finalitzar setè amb la selecció espanyola d'handbol en la competició olímpica masculina. Als Jocs Olímpics d'Estiu de 2008 de Pequín (República Popular de la Xina) va guanyar la medalla de bronze a la selecció croata en la final pel tercer lloc.
Al llarg de la seva carrera ha guanyat tres medalles al Campionat del Món, dues al Campionat d'Europa, una als Jocs Olímpics i una més als Jocs del Mediterrani.